# 傑克遜鎮區 (愛荷華州卡爾霍恩縣)
傑克遜鎮區（英語：Jackson Township）是位於美國愛荷華州卡爾霍恩縣的一個行政鎮區。

## 地方資料
根據2010年美國人口普查的數據，傑克遜鎮區的面積為87.36平方千米，當中陸地面積為86.19平方千米，而水域面積為1.17平方千米。當地共有人口225人，而人口密度為每平方千米2.58人。